# حسين صادقي
حسين صادقي (28 يناير 1931 - )طبيب وشاعر إيراني.

## حياته
ولد في 28 يناير 1931 بقرية شکنة بمقاطعة نيسابور ،في الأسرة تهم الأدب. بدأ تعليم ابتدائي في قریته بمدرسة التي أنشأت بید والده. في سنة 1951 دخلت جامعة لوزان. کان كريستيان برنارد زميله.